# Велики Будмир
Велики Будмир (мађ. Nagybudmér) је село у Мађарској, у јужном делу државе. Село управо припада Бољском срезу Барањске жупаније, са седиштем у Печују.
Велики Будмир је до Првог светског рата имао значајну српску заједницу.

## Природне одлике
Насеље Велики Будмир се налази у јужној Мађарској, у историјској области Барања. Најближи већи град је Мохач.
Село је смештено у средишњој Барањи и удаљено је од ободних река, Дунава и Драве. Насеље је положено у равници, на приближно 110 метара надморске висине.

## Становништво
Према подацима из 2013. године Велики Будмир је имао 176 становника. Последњих година број становника опада.
Претежно становништво у насељу чине Мађари римокатоличке вероисповести, а једина присутна мањина су Немци (око 4%). Срба у насељу више нема. У селу више нема ни српске цркве, која је била посвећена Светом арханђелу Михаилу.

### Попис1910.
| Велики Будмир | Велики Будмир |
| --- | --- |
| Језик | Вера |
| <div style="border:solid transparent;position:absolute;width:100px;line-height:0; укупно: 549 Немачки 326 (59,38%) Српски 206 (37,52%) Мађарски 16 (2,91%) остали 1 (0,18%) - (-%) | укупно: 549 Римокатолици 329 (59,92%) Православци 205 (37,34%) Јевреји 11 (2,00%) Калвинисти 3 (0,54%) Лутерани 1 (0,18%) |

## Историја Срба у месту
Срби су у насељу присутни још од средњег века, али је њихов број посебно нарастао после Велике сеобе.
У селу Будмиру је 1731. године било 12 српских православних породица. Године 1796. било је записано 338 Срба, а век доцније - 1890. године 247 душа. Изгубила се не зна се како 91 особа.
У 19. веку они су чинили већину сеоског становништва. Број становника православних Срба у Будмиру средином 19. века се мењао у негативном смеру. Тако је 1847. године записано 334 душе а 1867. године је опао на 282. Године 1885. Будмир је место у Мохачком изборном срезу за српски црквено-народни сабор, у којем су записано 282 душе.
Након рушења српског православног храма у месту 2001. године, у порти су нађена два надгробна споменика старих свештеника. Поп Адам Стојановић месни парох је умро 1806. године, а споменик је био у самом зиду храма. Други парох, поп Михаило Ћосић се упокојио 1841. године у сахрањен је био у порти поред цркве, а споменик уграђен такође у црквени зид.
Православно парохијско звање је основано 1781. године од када се воде и црквене матрикуле. Садашња православна црква посвећена Св. арханђелу Михајлу подигнута је око 1790. године. Будмирска црква је освећена 1875. године. Иконостас је из новијег доба 1905. године, сликао га је мало познати путујући иконописац Александар Шуљагић из Србије. Горео је пре 1905. године српски православни храм у Великом Будмиру. Децембра 1909. године набављено је у Новом Саду ново „Небо”, код трговца црквеним утварима и уметности Луке Алексијевића. Плаћено је прилогом мештана и посебно прилогом Светозара и Милке Јовановић, који су то учинили за душу своје почивше кћерке Омерке. Потписали су јавну захвалност Будмирци, парох јеромонах Теофан Радић и Ђоко Ковачевић председник.
Четири престоне иконе са иконостаса првобитне цркве сликане у другој деценији 18. века излажу се у спрској црквено-уметничкој и научној збирцу у Сентандреји.
Парох Будмирски, поп Павел Комадиновић заједно са учитељем Јованом Марковићем писао се за пренумеранта једне српске књиге.
Михаил Радмановић је претплатник и парох месни 1824. године. Записан је поп Михаил 1826. године у статусу администратора. Пренумерант календара „Сербска пчела” био је 1833. године будмирски парох поп Михаил Ћосић. Писале су српске и стране новине 1873. године о сиромаштву православног свештеника у Великом Будмиру. Парох је имао у парохији 240 православних душа. Добијао је на место плате 30 мерова жита и два јутра земље коју је сам обрађивао. Када је лоша година за усев попи једва да би нешто дали. Те лоше године, када је семена мало родило а мишеви појели сав кромпир, попо је једва преживљавао. Ујутро би за доручак појео три пресна посољена и опапрена краставца, и пио ракије - ако је има. Месо би јео само једном недељно. Прозиван је владика да помогне, јер то даје и лошу слику о српској цркви.
Општина Будмир је 1745. године издвајала по 10 ф. годишње за издржавање српске школе. Јован Марковић је претплатник и учитељ у месту 1824. године. Он се 1833. године писао за претплатника мађарско-српске граматике издате у Будиму. Корисну књигу о пчеларству набавио је претплатом учитељ Серафим Вукашиновић, у друштву са мештанима - Стефаном Трифоновићем економом, Стефаном Марковићем кројачом и поп Ђорђем Окановићем. Будмирској школи је 1866. године послат учитељ Милан Бошњак. Изучио је два разреда реалке и Препарандију у Сомбору. Проглашен је способним за учитеља у сеоској школи. Будмирска општина је дужник Школског фонда 1866. године 1 ф. 68 потура. Када је 1869. године расписан конкурс за упражњено место српског учитеља понуђено је следеће: плата девет форинти, 16 мерова жита и толико кукуруза, три хвата дрва, два акова вина, пет ланаца земље коју општина „обделава” и слободни стан. Понуђена годишња плата учитељу у Великом Будмиру 1881. године је износила 60 ф. а остало је у натури и стан. Будмирци Срби су 1889. године добили прави „краљевски дар”. Његово величанство аустро-угарски цар и краљ Франц Јозеф је поклонио из своје приватне благајне 100 ф., српској црквеној општини Будмир, за зидање нове школске зграде. Умро је будмирски учитељ Лазар Зундановић, стар 64 године. Уместо њега постављен је као привремени учитељ у будмирској школи Ненад Пешић. Понуђена плата новом месном учитељу износила је 1897. године, 50 ф. од општине и 100 ф. од епархије Будимске. Када је следеће 1898. године расписан стечај за учитеља српске школе, понуђена годишња плата била је 111 ф., 25 новчића, као и потпора од епархијског Школског фонда - 100 ф. Школа је 1905. године српска народна, са једним здањем из 1854. године. Школски управитељ је тада Светозар Јовановић, а старатељ Урош Павловић. Учитељица српске школе у месту била је 1901.-1907. године Александра Мрковачка, родом из Сомбора. Редовну наставу је пратило 19 ђака, а у недељну школу иде осам ученика старијег узраста.
Године 1905. Велики Будмир је мала општина у Печујском срезу. Ту живи 526 становника у 116 домова. Немци доминирају, а Срба је мање; има их 225 православних душа (или 43%) са 52 куће. Од српских јавних здања ту су православна црква и народна школа. Црквена општина је у месту, црквена скупштина редовна под председништвом Милана Павловића. Храм је почетком 20. века у добром стању, има порту и српско православно гробље. Православна парохија је шесте платежне класе, има парохијски дом а парохијска сесија има 18 кј. земље. Парох је 1905. године јеромонах Теофан Радић родом из Рацкозара, служи две године у месту.
После Првог светског рата и поделе Барање на два дела — данас мађарски (северни, већи) и југословенски (јужни, мањи), Велики Будмир се нашао у сасвим другачијем, неповољнијем положају. Новом границом између Републике Мађарске и Краљевине Срба, Хрвата и Словенаца он је остао је мађарском делу. У следећим годинама огромна већина Срба (близу 200 душа) се иселила у српске делове новоосноване Краљевине Срба, Хрвата и Словенаца, тако да данас Срба нема у селу.
Православни храм је порушен 2001. године, а споменици су сада у дворишту градоначелничком звања. Од Срба су остала као сведоци постојања два гробља. Старије се налази поред раскрснице локалних путева, зарасло у шуми, власништво месне српске црквене општине. Друго, новије гробље је отворено крајем 19. века у источном крају места, уз католичко. Власник гробља је такође српска црквена општина али гробље није до краја санирано почетком 21. века.